# 与力
与力是江户时代基層武士的称呼，也可写作寄骑。战国时期的寄騎意指被大名委派给城主或高階武士協助處理事務的人。

## 戰國時期
被大名派往協助城主或高位階武士的人，受協助的城主對寄騎並無太大的人事權，因為本質仍屬大名直臣，寄騎除了協助軍政外有時也負責幫大名監視城主。從信長麾下外派出去的竹中重治及前田利家就是標準的寄騎。

## 江戶時代
与力为辅佐町奉行的一种官职，类似于现代的警察署长。在都市中行使行政，司法和警察的职责。与力的职位要高于同心，与力組頭俸禄为200多石。相当于中下级旗本的待遇。与力可以骑马，因此与力的量词为骑。江户城南町，北町奉行所各配置马匹25匹。与力还有可进入女性浴池的特权。但是由于官位卑微与力没有入江户城觐见将军的权利。